# Henry Nott
Henry Nott (né en 1774 à Bromsgrove et mort le 2 mai 1844 à Tahiti) est un missionnaire protestant britannique. Il est le principal traducteur de la Bible en tahitien.

## Biographie

### Enfance et formation
Henry Nott nait en 1774 dans la ville de Bromsgrove, du comté du Worcestershire, à l'ouest de l'Angleterre. Maçon ou briquetier de profession, il adhère avec enthousiasme aux idées des prédicateurs protestants influencés par le grand réveil religieux britannique du milieu du XVIIIe siècle. Il devient un membre actif de l’Église de Carrs Lane à Birmingham, métropole située à 20 km au nord de Bromsgrove. Il sait à peine lire et écrire lorsqu'il est recruté comme évangélisateur par la London Missionary Society (LMS).

### Vie de famille
À la fin du XVIIIe siècle, Nott prend pour femme une Tahitienne de la famille Pomare. Cette alliance lui permet d'apprendre le tahitien plus rapidement que ses coreligionnaires et de rester aux Îles du Vent pendant les guerres qui opposent Pōmare Ier à son fils Pōmare II.
Malheureusement, les nouveaux missionnaires désapprouvent cette alliance avec une païenne. Elle est donc dissoute. Début 1812, Nott embarque pour l'Australie pour prendre pour épouse une jeune Anglaise à Sydney. La seule candidate encore disponible envoyée par les directeurs de la LMS s'appelle Ann Charlotte Turner. Le manque d'esprit chrétien de Turner est la source d'une vie conjugale difficile pour Nott. Elle meurt à Tahiti en 1814.

### Mort
À 66 ans, il n'a plus ni la force ni l'envie de vivre plus longtemps. Il meurt le 2 mai 1844, puis est enterré discrètement à Arue, dans le voisinage immédiat du cimetière des Pomare. Pendant longtemps ignoré, depuis le début du XXIe siècle, sa tombe est un lieu de mémoire honoré le 5 mars lors des célébrations de l'arrivée de l'Évangile à Tahiti.